# لجنة التعليم الجامعي
لجنة التعليم الجامعي هي وكالة تابعة لحكومة كينيا، وتخضع لقانون لجنة الجامعات رقم 42 لعام 2012 الذي أنشأه البرلمان الكيني، وهي مكلفة بالتخطيط ومراقبة وتنظيم وتعديل وتحسين وتوصيل السياسة إلى أصحاب المصلحة، فيما يتعلق بالتعليم الجامعي في كينيا.

## الموقع
يقع المقر الرئيسي لهيئة التعليم الجامعي في طريق ريد هيل (بالقرب من طريق ليمورو)، في حي جيجيري بنيروبي، عاصمة كينيا. الإحداثيات الجغرافية لمقر الوكالة هي 1°13'35.0"جنوبًا، 36°47'55.0"شرقًا (خط العرض: -1.226389؛ خط الطول: 36.798611).

## التاريخ
تخضع لجنة التعليم العالي لقانون لجنة الجامعات رقم 42 لعام 2012، المعدل.

## الملخص
يتمثل الدور الرئيسي لهيئة الاعتماد الأكاديمي الكيني في ترخيص الجامعات الجديدة ومؤسسات التعليم العالي الأخرى في كينيا. قد يكون الاعتماد مؤقتًا أو دائمًا، ويمكن إلغاؤه وفقًا لتقديرها المطلق. كما تتولى الهيئة مسؤولية مراقبة أداء المؤسسات التي ترخصها، لضمان التزامها بالمعايير، إن وجدت، ومعالجة الجوانب التي تتطلب تحسينًا. تُدار الهيئة من قِبل مجلس إدارة مكون من خمسة أعضاء، برئاسة أمين عام الهيئة، الذي يشغل أيضًا منصب الرئيس التنفيذي للهيئة الحكومية

## روابط خارجية
- موقع لجنة التعليم الجامعي.